# Chongming
Chongming (chiń. 崇明县, pinyin: Chóngmíng Xiàn) – powiat w Chinach, na obszarze miasta wydzielonego Szanghaj. Obejmuje trzy wyspy położone w ujściu rzeki Jangcy – Chongming Dao (pow. 1267 km²), Zhangxing Dao (pow. 88 km²) i Hengsha Dao (pow. 56 km²). W 2000 roku liczył 649 812 mieszkańców.

## Historia
W początkach VII wieku n.e. zaobserwowano, że w ujściu Jangcy powstały dwie piaszczyste wyspy z materiału naniesionego przez rzekę – Xisha Dao (西沙島) i Dongsha Dao (東沙島), które w późniejszym okresie połączyły się tworząc Chongming Dao. Wiadomo, że już pod koniec VII wieku obie wyspy były zamieszkane, a w 705 roku na Xisha Dao utworzono gminę miejską Chongming (崇明鎮). W 1277 roku podniesiono Chongming do rangi prefektury, jednak w 1369 roku została ona zlikwidowana a Chongming zdegradowano do rangi powiatu. 1 grudnia 1958 roku powiat przyłączono do miasta wydzielonego Szanghaj. W maju 2005 roku do powiatu przyłączono wyspy Zhangxing Dao i Hengsha Dao, które dotychczas znajdowały się pod administracją dzielnicy Baoshan.